# ويليام إروين غراب
ويليام إروين غراب (بالإنجليزية: William Irwin Grubb)‏ هو قاضي ومحامي أمريكي، ولد في 8 مارس 1862 في سينسيناتي في الولايات المتحدة، وتوفي في 27 أكتوبر 1935 في برمنغهام في الولايات المتحدة.